# Синдром саванта
Синдром саванта, савантизм (фр. savant — «науковець») — прояв у людини екстраординарних здібностей в одній чи кількох вузьких галузях. Зустрічається надзвичайно рідко і зазвичай є вторинним явищем, синдромом, що супроводжує деякі форми порушень розвитку (аутизм, синдром Аспергера, developmental disability, pervasive developmental disorder). Дуже рідко може бути одним із наслідків черепно-мозкової травми. Найчастіші прояви савантизму: феноменальна пам'ять, унікальні здібності в арифметичних обчисленнях, образотворчому мистецтві чи музиці.
Така людина може повторити декілька сторінок тексту, почутого нею всього один раз. Вона безпомилково видає результат множення шестизначних чисел, ніби результат їй просто відомий, або просто скаже, на який день тижня доведеться Новий 3001 рік. Деякі саванти володіють 30 мовами, можуть заспівати всі арії, вийшовши з опери, і накреслити карту Лондона після польоту над містом, як це зробив 29-річний савант Стівен Вілтшир.

## Відомі саванти
- Алонзо Клемонс (Alonzo Clemons) — американський скульптор, який працює з глиною
- Деніел Таммет (Daniel Tammet) — британський високообдарований савант (математична синестезія, лінгвістичні здібності, пам'ять)
- Паравічіні Дерек (Derek Paravicini) — сліпий британський музикант
- Джеймс Генрі Паллен (James Henry Pullen) — обдарований британський тесляр
- Джонатан Лерман (Jonathan Lerman) — американський художник
- Кім Пік (Kim Peek) — прототип героя Дастіна Гоффмана у фільмі Людина дощу
- Леслі Лемке (Leslie Lemke) — сліпий американський музикант
- Мет Севідж (Matt Savage) — обдарований джазовий музикант-аутист зі США
- Річард Воуро (Richard Wawro) — шотландський художник
- Стівен Вилтшир (Stephen Wiltshire) — британський архітектурний художник
- Тоні ДеБлойс (Tony DeBlois) — сліпий американський музикант
- Тристан Мендоза (Thristan Mendoza) — філіппінський обдарований музикант, що грає на марімбі
- Henriett Seth-F. — угорський савант-аутист, обдарований поет, письменник і художник
- Орландо Серрелл — набув здатності здійснювати календарні обчислення надзвичайної складності

## Синдром саванта в культурі
- Реймонд Беббіт — геній-аутист у фільмі «Людина дощу» (1988). За роль Реймонда Дастін Гоффман отримав одного зі своїх «Оскарів». Вживаючись у настільки незвичайний образ перед початком зйомок, актор довгий час спілкувався з одним із найзнаменитіших савантів сучасності Кімом Піком.
- Пак Ши Он — аутист із синдромом саванта у південнокорейському медичному серіалі «Добрий лікар» (2013).
- Шон Мерфі — аутист із синдромом саванта в американському медичному телесеріалі «Добрий лікар» (2017), заснований на однойменному корейському серіалі 2013 року.
- Казан — персонаж із синдромом саванта в канадському фантастичному трилері «Куб» (1997).
- Кадзуо Кирияма — персонаж із синдромом саванта, один із головних героїв в японському романі-бестселері «Королівська битва» (1999), його екранізаціях та манзі.
- Патрік — персонаж із набутим синдромом саванта у 15-ій серії 3-ого сезону (2007) американського телесеріалу «Доктор Хаус». Патрік схожий на реально існуюючу людину з синдромом саванта Дерека Паравічіні.